# Calvinia

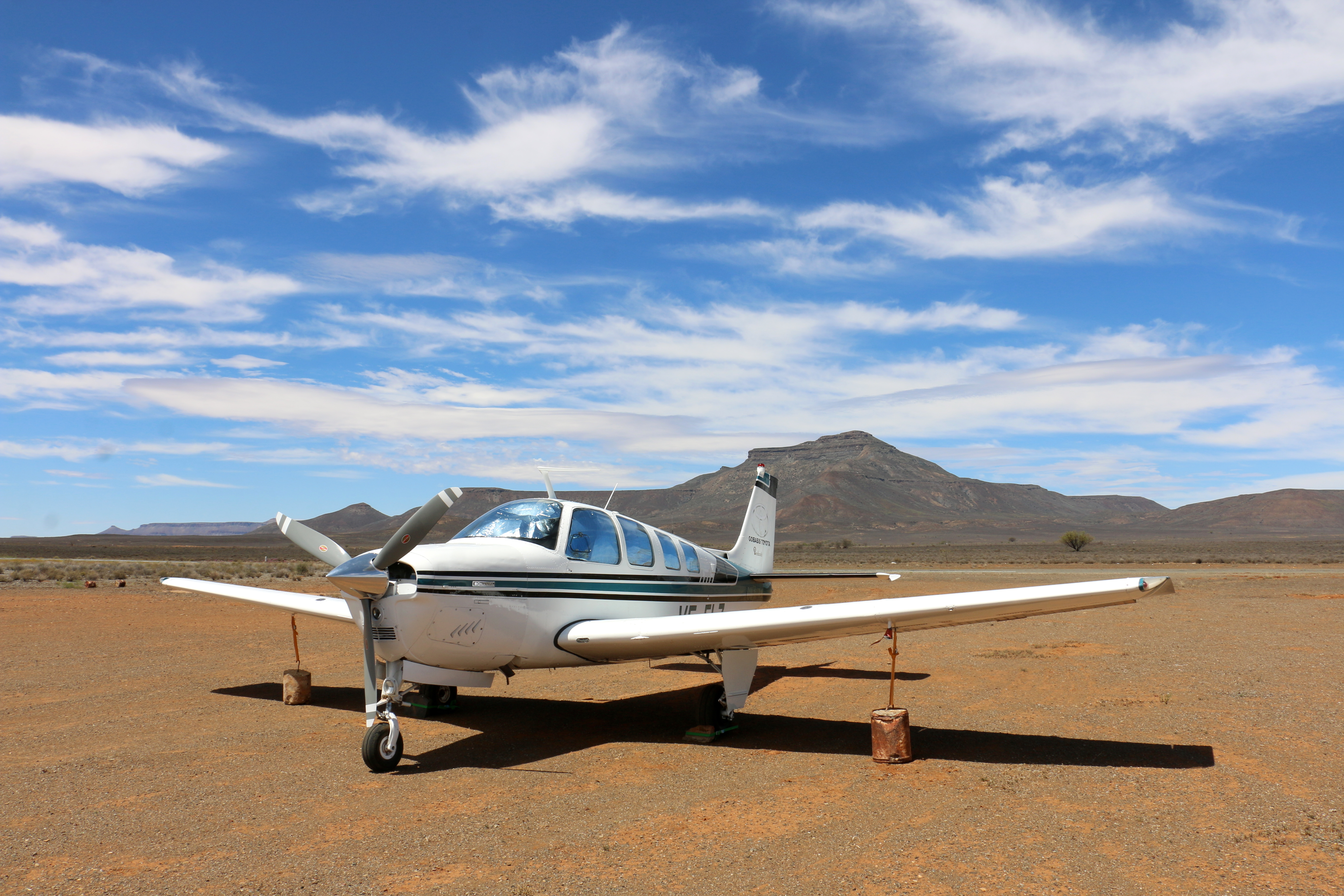
Flugplatz Calvinia (2016)

Calvinia ist ein Ort in der Gemeinde Hantam im Distrikt Namakwa, Provinz Nordkap in Südafrika. 2011 hatte er 9680 Einwohner. Der Ort liegt 470 Kilometer nördlich von Kapstadt. Nachbarstädte sind Williston (129 km entfernt), Brandvlei (173 km entfernt), Middelpos (131 km entfernt) und das 120 km entfernte Vanrhynsdorp. Calvinia liegt am Fuße des Hantam-Bergmassivs auf einer Höhe von 970 Metern.
Der Hauptwirtschaftszweig sind die umliegenden Merino- und Dorper-Schafzuchten.
Der Asteroid (1245) Calvinia, der am 26. Mai 1932 vom südafrikanischen Astronomen Cyril V. Jackson in Johannesburg entdeckt wurde, ist nach der Stadt benannt.

## Geschichte
Gegründet wurde die Stadt im Jahre 1847 zunächst unter dem Namen Hantam einem Khoi-Khoi-Wort, das so viel bedeutet wie „Berg, wo die roten essbaren Blumen blühen“. Nachdem man eine niederländisch-reformierte Kirche gebaut hatte, bestand der erste Pfarrer N. J. Hofmeyr 1853 jedoch darauf, den Ort Calvinia zu nennen, zu Ehren des französischen Reformators Johannes Calvin. Stadtrecht bekam der Ort dann 1904.

## Verkehr
Calvinia liegt an der Fernstraße R27, die unter anderem Vanrhynsdorp und Nieuwoudtville im Westen mit Upington im Nordosten verbindet. Die R355 führt von Calvinia Richtung Nordwesten nach Loeriesfontein.
Calvinia verfügt südwestlich der Stadt über einen Flugplatz mit einer 1200 Meter langen, asphaltierten Piste. Sein ICAO-Code ist FACV.

## Sehenswürdigkeiten
- Das Calvinia Agricultural Museum in der ehemaligen Synagoge. Hier ist die Geschichte der Besiedlung dieser Region dokumentiert, die Schafzucht sowie weitere landwirtschaftliche Themen.
- Das Akkerendam Nature Reserve liegt drei Kilometer nördlich von Calvinia
- Die Frühlingsblüte: Nach dem Winterregen überzieht sich im Frühjahr (Juli/August) die Landschaft rund um die Stadt – wie überall im Namaqualand – mit einer Vielzahl von Blüten.
- Das Hantam Meat Festival, eine Landwirtschafts-Show und großes Braai/Grillfest, wobei sich alles um das Schaf dreht, jährlich Ende August.

## Klima
Die durchschnittliche Sommertemperatur beträgt 22 °C, mit Spitzenwerten über 40 °C. Die durchschnittliche Wintertemperatur beträgt 10 °C, kann aber auch auf −8 °C abfallen. Auf den umliegenden Bergen fällt regelmäßig Schnee.
Umgeben ist die Stadt von fünf verschiedene Vegetationszonen:
- Die Ceres-Karoo – Halbwüste
- Das Bokkeveld – mit Fynbos, Protea
- Das Namaqualand – mit Mittagsblumen und Sukkulenten
- Das Bushmanland – mit einjährigen Pflanzen und Sträuchern
- Das Roggeveld – mit den kältesten Wintertemperaturen in Südafrika

|                       | Jan  | Feb  | Mär  | Apr  | Mai  | Jun  | Jul  | Aug  | Sep  | Okt  | Nov  | Dez  |   |      |
| Mittl. Tagesmax. (°C) | 31,2 | 31,0 | 29,0 | 24,6 | 20,3 | 17,5 | 17,2 | 18,4 | 21,5 | 24,6 | 27,5 | 29,7 | ⌀ | 24,3 |
| Mittl. Tagesmin. (°C) | 13,7 | 13,7 | 12,1 | 8,6  | 5,9  | 4,2  | 3,3  | 3,6  | 5,3  | 7,5  | 10,2 | 12,2 | ⌀ | 8,3  |
|                       |      |      |      |      |      |      |      |      |      |      |      |      |   |      |
| Niederschlag (mm)     | 9    | 14   | 20   | 21   | 27   | 29   | 24   | 24   | 14   | 12   | 14   | 8    | Σ | 216  |
|                       |      |      |      |      |      |      |      |      |      |      |      |      |   |      |
| Sonnenstunden (h/d)   | 11,7 | 11,0 | 9,8  | 8,6  | 7,4  | 6,4  | 7,2  | 8,2  | 9,1  | 9,9  | 11,0 | 11,5 | ⌀ | 9,3  |
|                       |      |      |      |      |      |      |      |      |      |      |      |      |   |      |
| Regentage (d)         | 1    | 2    | 3    | 3    | 4    | 4    | 4    | 4    | 2    | 2    | 2    | 1    | Σ | 32   |
|                       |      |      |      |      |      |      |      |      |      |      |      |      |   |      |
| Luftfeuchtigkeit (%)  | 48   | 52   | 56   | 60   | 63   | 65   | 63   | 62   | 58   | 52   | 48   | 46   | ⌀ | 56,1 |

| 13,7 |

| 13,7 |

| 12,1 |

| 8,6 |

| 5,9 |

| 4,2 |

| 3,3 |

| 3,6 |

| 5,3 |

| 7,5 |

| 10,2 |

| 12,2 |

| 13,7 |

| 13,7 |

| 12,1 |

| 8,6 |

| 5,9 |

| 4,2 |

| 3,3 |

| 3,6 |

| 5,3 |

| 7,5 |

| 10,2 |

| 12,2 |

## Söhne und Töchter des Ortes
- Arnold van Wyk (1916–1983), südafrikanischer Komponist